# Europa centrale (film)
Europa centrale è un film del 2024 diretto da Gianluca Minucci, al suo esordio alla regia.

## Trama
Aprile 1940. Umberto Cassola e Julia Szapolowska, due comunisti fuoriusciti incaricati dal Comintern di una missione delicata, viaggiano in treno attraverso l'Europa centrale. I due sono accompagnati dalla figlia di Umberto, Olga, studentessa al Komsomol, e scortati dall'ambiguo agente del Comintern László Molnar, che insinua l'eventualità che Umberto sia un "nemico del popolo".
All'interno dello stesso treno si trovano Guido Clerici e Gerda Hermet, due agenti della polizia politica fascista, l'OVRA, incaricati di recuperare importanti informazioni politiche e di eliminare Umberto e Julia. La tensione e il sospetto caratterizzano l'intero viaggio, mentre i protagonisti si confrontano con il loro destino politico e personale.

## Produzione
Il film è stato prodotto da Danubio Film, Wildside e M74, in collaborazione con Rai Cinema. Le riprese, durate 17 giorni, si sono svolte principalmente all'interno del Museo ferroviario di Budapest, utilizzando carrozze originali degli anni '20 e '30, e presso la stazione di Budapest Est. La colonna sonora è stata composta da Zbigniew Preisner.

## Promozione
Il primo trailer è stato diffuso il 18 novembre 2024.

## Distribuzione
Il film è stato presentato in anteprima mondiale nel dicembre 2024 in concorso alla 42ª edizione del Torino Film Festival, ed è stato distribuito nelle sale italiane dal 13 marzo 2025.

## Accoglienza
Il film ha ricevuto recensioni positive dalla critica. Il Fatto Quotidiano ha descritto Europa centrale come "un signor thriller politico con una mirabile tecnica nei tempi e nelle scelte dei colpi di scena".
Taxi Drivers ha lodato il film definendolo "un'odissea che attraversa un'Europa sull'orlo della seconda guerra mondiale girata magistralmente, con uno stile vorticoso e coinvolgente".
My Red Carpet ha sottolineato la componente claustrofobica espressa nella forma, definendo il film "avvitato come un nodo scorsoio attorno alla gola".
Cinemaitaliano.info ha elogiato la capacità del regista di mantenere alta la tensione psicologica per tutta la durata del film, definendolo "bellissimo e complesso".